# Meteora (Album)
Meteora ist das zweite Studioalbum der US-amerikanischen Nu-Metal-Band Linkin Park. Es wurde am 25. März 2003 bei Warner Brothers Records veröffentlicht. Der Name Meteora stammt von den Meteora-Klöstern (griechisch Μετέωρα (n. pl.)), östlich des Pindos-Gebirges nahe der Stadt Kalambaka in Thessalien, Griechenland.

## Entstehung

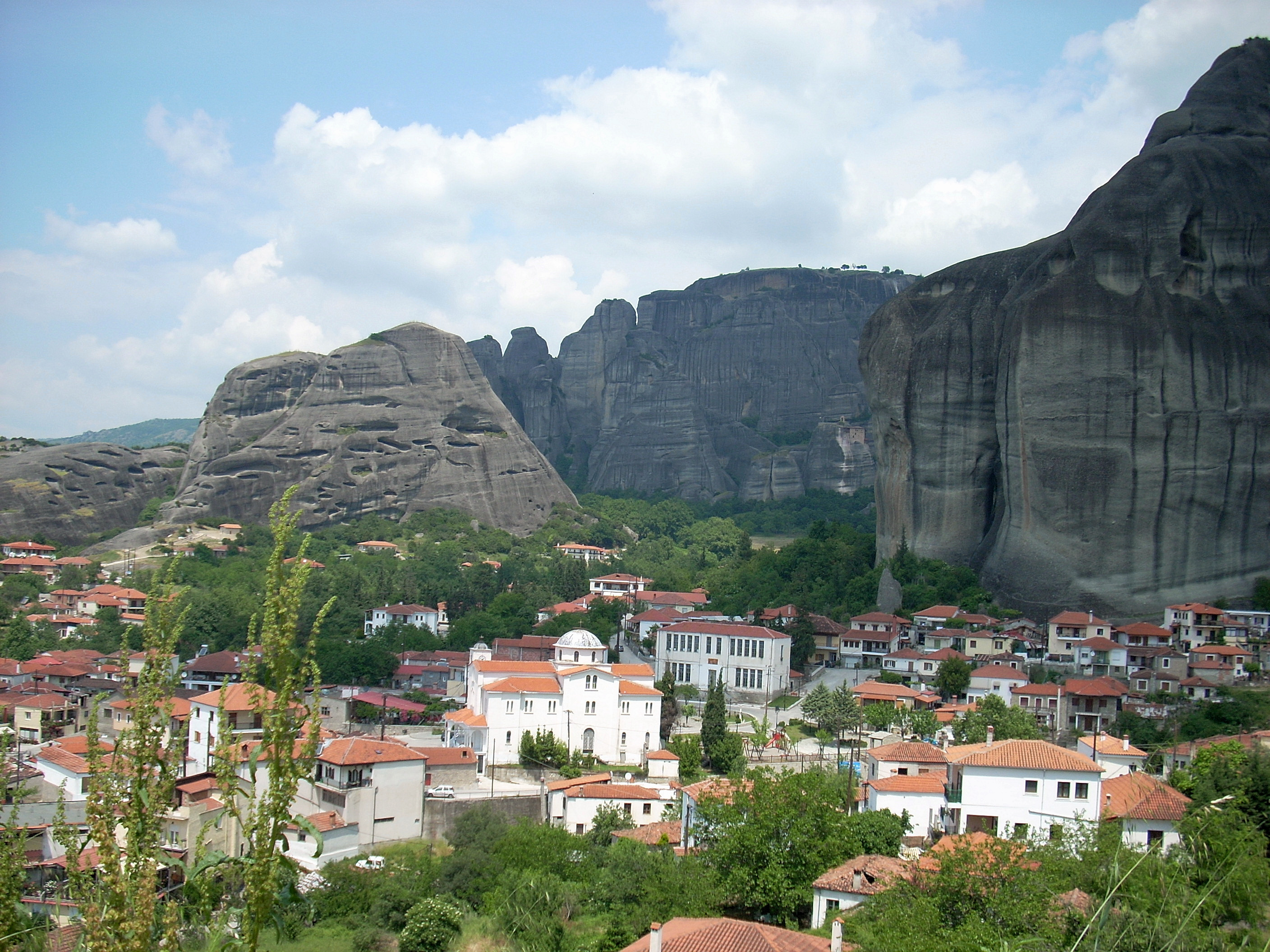
Blick auf die Felsen von Meteora über Kastraki, Griechenland

Nach Angaben der Band wurden die Stücke auf Meteora hauptsächlich an vier verschiedenen Orten geschrieben. Neben den NRG Studios in Kalifornien und den Soundtrack Studios in New York wurden einige Titel auch im Tourbus und im Haus von Mike Shinoda entwickelt. Das Songwriting fand überwiegend im Jahr 2002 statt. Das Intro des Titels Somewhere I Belong wurde, nachdem Sänger Chester Bennington mit akustischem Gitarrenspiel die Basis für den Titel schuf, von Mike Shinoda überarbeitet und in vier Teile geteilt und neu angeordnet, da sich durch die Umkehrung des Riffs (das Rückwärtslaufen des Intros ist das, was dem Song seinen einzigartigen Sound gab) die Akkordfolge verändert hatte. Bennington und Shinoda nahmen 30 Versionen des Refrains für das Lied auf, wobei „jedes mal die vorhergegangene Version verschrottet wurde, auf der Suche nach etwas Besserem“.
Die lyrische Idee für das Stück Breaking the Habit war zum Zeitpunkt der Aufnahmen bereits über fünf Jahre alt. Als Mike Shinoda an einem Interludium arbeitete, schlugen Gitarrist Brad Delson und DJ Joseph Hahn vor, aus dem musikalischen Zwischenspiel einen ganzen Song zu machen. Der vorläufige Titel des Liedes lautete Drawing, wurde aber allerdings von Shinoda beim Schreiben von Liedtexten erweitert. Das Intro Foreword wurde nach der Fertigstellung des gesamten restlichen Albums aufgenommen. Das abschließende Lied Numb entstand kurz bevor Linkin Park in die NRG Studios einzog.

## Musikstil
Verglichen mit dem drei Jahre zuvor erschienenen Vorgängeralbum Hybrid Theory, zeigt Meteora deutlichere Einflüsse von Rapcore (Lying from You, Hit the Floor, Figure.09), Hip-Hop (Nobody’s Listening) und elektronischer Musik (Breaking the Habit).
Außerdem verzichtete Linkin Park auch bei diesem Album auf den Gebrauch von Schimpfwörtern in den Liedtexten.

## Titelliste
| #  | Titel              | Länge | Bemerkung                |
| -- | ------------------ | ----- | ------------------------ |
| 1  | Foreword           | 0:13  | Intro                    |
| 2  | Don’t Stay         | 3:07  |                          |
| 3  | Somewhere I Belong | 3:33  | Erste Single             |
| 4  | Lying from You     | 2:55  | Promo-Single             |
| 5  | Hit the Floor      | 2:44  |                          |
| 6  | Easier to Run      | 3:24  |                          |
| 7  | Faint              | 2:42  | Zweite Single            |
| 8  | Figure.09          | 3:17  |                          |
| 9  | Breaking the Habit | 3:16  | Fünfte und letzte Single |
| 10 | From the Inside    | 2:53  | Vierte Single            |
| 11 | Nobody’s Listening | 2:57  |                          |
| 12 | Session            | 2:23  | Instrumental             |
| 13 | Numb               | 3:05  | Dritte Single            |

## Singleauskopplungen
Meteora hält mit fünf Singles den Rekord für die meisten Singles aus einem Album, die Platz eins der US-amerikanischen Alternative Songs Charts belegen konnten.
| Jahr | Titel              | Höchstplatzierung, Gesamtwochen, AuszeichnungChartplatzierungen (Jahr, Titel, , Platzierungen, Wochen, Auszeichnungen, Anmerkungen) | Höchstplatzierung, Gesamtwochen, AuszeichnungChartplatzierungen (Jahr, Titel, , Platzierungen, Wochen, Auszeichnungen, Anmerkungen) | Höchstplatzierung, Gesamtwochen, AuszeichnungChartplatzierungen (Jahr, Titel, , Platzierungen, Wochen, Auszeichnungen, Anmerkungen) | Höchstplatzierung, Gesamtwochen, AuszeichnungChartplatzierungen (Jahr, Titel, , Platzierungen, Wochen, Auszeichnungen, Anmerkungen) | Höchstplatzierung, Gesamtwochen, AuszeichnungChartplatzierungen (Jahr, Titel, , Platzierungen, Wochen, Auszeichnungen, Anmerkungen) | Höchstplatzierung, Gesamtwochen, AuszeichnungChartplatzierungen (Jahr, Titel, , Platzierungen, Wochen, Auszeichnungen, Anmerkungen) | Anmerkungen                                                     |
| Jahr | Titel              | DE | AT | CH | UK | US | Rock | Anmerkungen                                                     |
| ---- | ------------------ | --- | --- | --- | --- | --- | --- | --------------------------------------------------------------- |
| 2003 | Somewhere I Belong | DE12 (11 Wo.)DE | AT16 (14 Wo.)AT | CH15 (14 Wo.)CH | UK10 Platin · (9 Wo.)UK | US32 (20 Wo.)US | Rock1 (26 Wo.)Rock | Erstveröffentlichung: 24. Februar 2003 Verkäufe: + 765.000      |
| 2003 | Faint              | DE40 (15 Wo.)DE | AT27 (13 Wo.)AT | CH32 (8 Wo.)CH | UK15 Platin · (8 Wo.)UK | US48 Platin · (20 Wo.)US | Rock2 (28 Wo.)Rock | Erstveröffentlichung: 9. Juni 2003 Verkäufe: + 1.804.000        |
| 2003 | Numb               | DE13 g ×7Siebenfachgold · (… Wo.)DE                                                                                                 | AT8 h (33 Wo.)AT | CH5 i Gold · (46 Wo.)CH | UK14 ×3Dreifachplatin · (10 Wo.)UK                                                                                                  | US11 ×4Vierfachplatin · (33 Wo.)US                                                                                                  | Rock1 (30 Wo.)Rock | Erstveröffentlichung: 8. September 2003 Verkäufe: + 7.815.000   |
| 2004 | From the Inside    | DE35 (7 Wo.)DE | AT42 (6 Wo.)AT | CH38 (7 Wo.)CH | UK— SilberUK | — | — | Erstveröffentlichung: 12. Januar 2004 Verkäufe: + 215.000       |
| 2004 | Lying from You     | — | — | — | UK— SilberUK | US58 (18 Wo.)US | Rock2 (26 Wo.)Rock | Erstveröffentlichung: 16. März 2004 (Promo) Verkäufe: + 215.000 |
| 2004 | Breaking the Habit | DE25 Platin · (10 Wo.)DE | AT43 (7 Wo.)AT | CH56 (4 Wo.)CH | UK39 Gold · (2 Wo.)UK | US20 Gold · (20 Wo.)US | Rock1 (26 Wo.)Rock | Erstveröffentlichung: 14. Juni 2004 Verkäufe: + 1.325.000       |

grau schraffiert: keine Chartdaten aus diesem Jahr verfügbar

## Rezensionen
Alexander Cordas von laut.de bewertete das Album mit drei von möglichen fünf Punkten. Meteora sei „genau so geworden, wie man es erwarten konnte“ und weise nur sehr geringe Abweichungen zum Debütalbum Hybrid Theory auf. Die meisten Stücke klängen „zu glatt, zu hit-orientiert,“ seien ohne „Einfallsreichtum“ und werden als „Fastfood-Nu Metal“ bezeichnet. Dennoch beeindrucke „der unglaublich fette Sound.“ Der Song Faint wird als „Highlight des Albums“ bezeichnet, da er „aus dem ewig gleichen Midtempo-Quark“ ausbreche.

## Kommerzieller Erfolg

### Chartplatzierungen
| ChartsChartplatzierungen       | Höchstplatzierung | Wochen |
| ------------------------------ | ----------------- | ------ |
| Deutschland (GfK)              | 1 (… Wo.)         | …      |
| Österreich (Ö3)                | 1 (102 Wo.)       | 102    |
| Schweiz (IFPI)                 | 1 (103 Wo.)       | 103    |
| Vereinigte Staaten (Billboard) | 1 (152 Wo.)       | 152    |
| Vereinigtes Königreich (OCC)   | 1 (53 Wo.)        | 53     |

| ChartsJahrescharts (2003)      | Platzierung |
| ------------------------------ | ----------- |
| Deutschland (GfK)              | 7           |
| Österreich (Ö3)                | 14          |
| Schweiz (IFPI)                 | 8           |
| Vereinigte Staaten (Billboard) | 6           |
| Vereinigtes Königreich (OCC)   | 35          |

| ChartsJahrescharts (2004)      | Platzierung |
| ------------------------------ | ----------- |
| Deutschland (GfK)              | 59          |
| Vereinigte Staaten (Billboard) | 33          |

| ChartsJahrescharts (2005)      | Platzierung |
| ------------------------------ | ----------- |
| Vereinigte Staaten (Billboard) | 199         |

| ChartsJahrescharts (2023)      | Platzierung |
| ------------------------------ | ----------- |
| Deutschland (GfK)              | 24          |
| Österreich (Ö3)                | 53          |
| Schweiz (IFPI)                 | 77          |
| Vereinigte Staaten (Billboard) | 172         |

| ChartsJahrescharts (2024) | Platzierung |
| ------------------------- | ----------- |
| Deutschland (GfK)         | 12          |
| Österreich (Ö3)           | 33          |
| Schweiz (IFPI)            | 76          |

### Auszeichnungen für Musikverkäufe
Meteora wurde in einer Reihe von Ländern zunächst mit der Goldenen und dann mit der Platin-Schallplatte ausgezeichnet. In Deutschland wurde der Tonträger bereits im Jahr der Veröffentlichung (2003) mit Platin zertifiziert. 2024 folgte in Deutschland mit der fünffachen Platin-Auszeichnung die momentan letzte Auszeichnung. Auch in Österreich und der Schweiz wurde das Album 2003 mit der Platin-Schallplatte ausgezeichnet. In beiden Ländern stellt die Platin-Auszeichnung die aktuelle Zertifikation dar. Auch im englischsprachigen Raum erfolgten Zertifikationen. In Kanada und den Vereinigten Staaten von Amerika wurde Meteora innerhalb von zwei Jahren mit vierfachem Platin beziehungsweise vierfachem Multi-Platin ausgezeichnet. Weiterhin ist der Tonträger beispielsweise in Großbritannien und Australien mehrfach mit der Platin-Schallplatte ausgezeichnet.
| Land/Region                  | Auszeichnungen für Musikverkäufe (Land/Region, Auszeichnung, Verkäufe) | Verkäufe    |
| ---------------------------- | ---------------------------------------------------------------------- | ----------- |
| Argentinien (CAPIF)          | Gold                                                                   | 20.000      |
| Australien (ARIA)            | 4× Platin                                                              | 280.000     |
| Belgien (BRMA)               | Gold                                                                   | (25.000)    |
| Brasilien (PMB)              | Platin                                                                 | 125.000     |
| Dänemark (IFPI)              | 5× Platin                                                              | (100.000)   |
| Deutschland (BVMI)           | 5× Platin                                                              | (1.000.000) |
| Europa (IFPI)                | 3× Platin                                                              | 3.000.000   |
| Finnland (IFPI)              | Gold                                                                   | (15.938)    |
| Frankreich (SNEP)            | 2× Platin                                                              | (400.000)   |
| Griechenland (IFPI)          | Platin                                                                 | (20.000)    |
| Italien (FIMI)               | 2× Platin                                                              | (100.000)   |
| Japan (RIAJ)                 | Platin                                                                 | 200.000     |
| Kanada (MC)                  | 4× Platin                                                              | 400.000     |
| Mexiko (AMPROFON)            | 3× Gold                                                                | 225.000     |
| Neuseeland (RMNZ)            | 5× Platin                                                              | 75.000      |
| Österreich (IFPI)            | Platin                                                                 | (30.000)    |
| Polen (ZPAV)                 | Platin                                                                 | (40.000)    |
| Portugal (AFP)               | Gold                                                                   | (20.000)    |
| Russland (NFPF)              | Gold                                                                   | (10.000)    |
| Schweden (IFPI)              | Gold                                                                   | (20.000)    |
| Schweiz (IFPI)               | Platin                                                                 | (40.000)    |
| Singapur (RIAS)              | Platin                                                                 | 10.000      |
| Spanien (Promusicae)         | Platin                                                                 | (100.000)   |
| Südkorea (KMCA)              | —                                                                      | 16.150      |
| Tschechien (IFPI)            | —                                                                      | (15.000)    |
| Ungarn (MAHASZ)              | Gold                                                                   | (10.000)    |
| Vereinigte Staaten (RIAA)    | 8× Platin                                                              | 8.550.000   |
| Vereinigtes Königreich (BPI) | 3× Platin                                                              | (900.000)   |
| Insgesamt                    | 8× Gold · 50× Platin ·                                                 | 12.841.150  |

Hauptartikel: Linkin Park/Auszeichnungen für Musikverkäufe

## Weiterverwendung
- Der auf Meteora enthaltene Titel Session wurde für den Soundtrack des Filmes Matrix Reloaded verwendet.[30]
- Der Titel Figure.09 ist in dem Film S.W.A.T. – Die Spezialeinheit zu hören.